# Stephen Anderson (Leichtathlet)

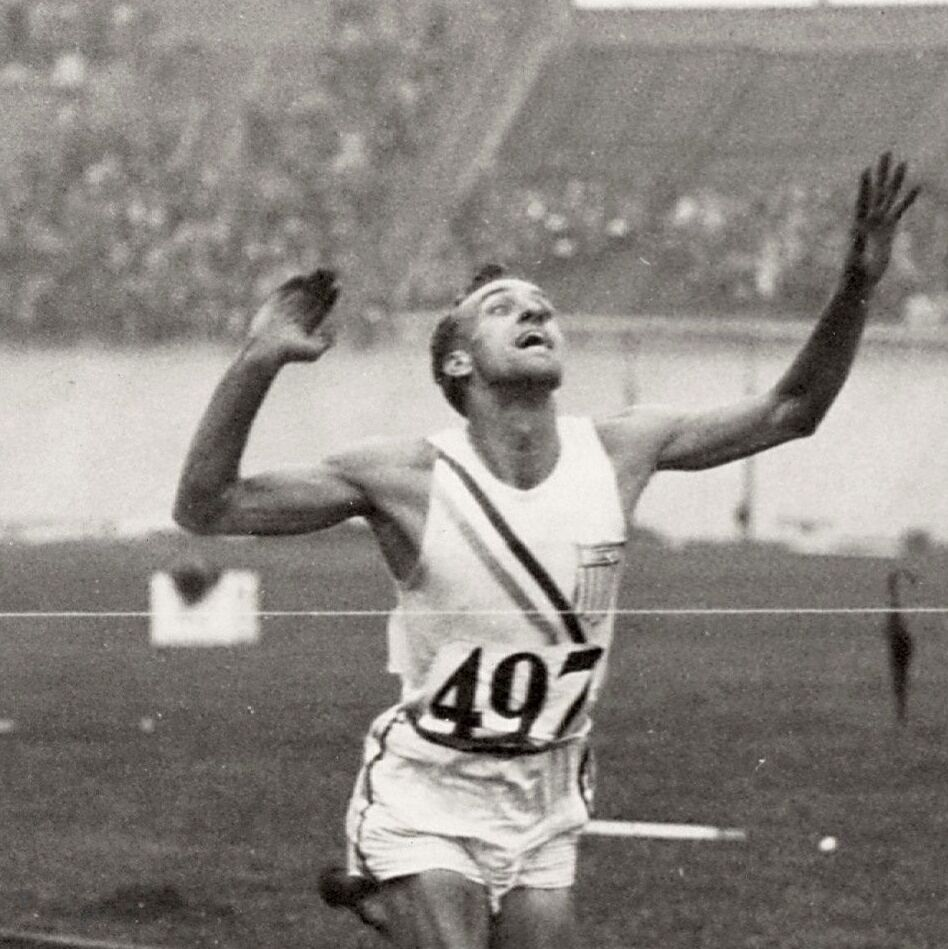
Anderson (1928)

Stephen Anderson (Stephen Eugene „Steve“ Anderson; * 10. April 1906 in Portsmouth, Ohio; † 2. August 1988 in Seattle) war ein US-amerikanischer Hürdenläufer, der sich auf die 110-Meter-Distanz spezialisiert hatte.
1928 qualifizierte er sich als US-Meister für die Olympischen Spiele in Amsterdam, bei denen er in 14,8 s die Silbermedaille hinter dem zeitgleichen Südafrikaner Sydney Atkinson und vor seinem Landsmann John Collier (14,9 s) gewann.
1929 und 1930 wurde er erneut US-Meister über 120 Yards Hürden und stellte bei seinem zweiten Titelgewinn mit 14,4 s den Weltrekord über diese Distanz ein. 1929 holte er außerdem den nationalen Titel über 220 Yards Hürden. Für die University of Washington startend wurde er 1929 NCAA-Meister über 220 Yards Hürden und 1930 über 120 Yards Hürden.